# قيطم سافاني
قيطم سافاني (الاسم العلمي: Xenopus longipes) (بالإنجليزية: savannah clawed frog)‏ هو نوع من البرمائيات يتبع جنس القيطم من فصيلة الضفادع العديمة اللسان.